# Ordinador quàntic d'ions atrapats

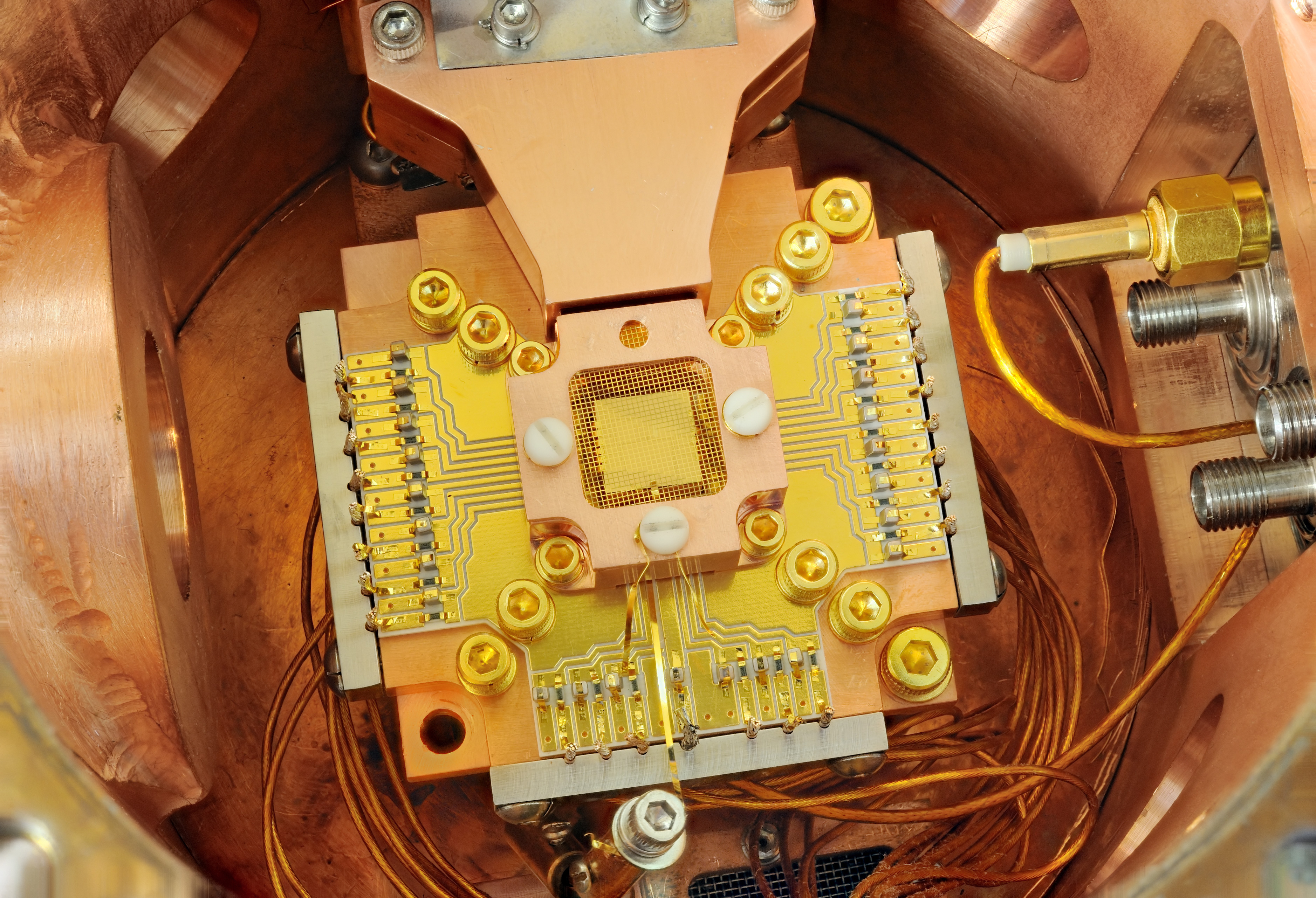
Trampa d'ions de xip per a la computació quàntica des del 2011 al NIST.

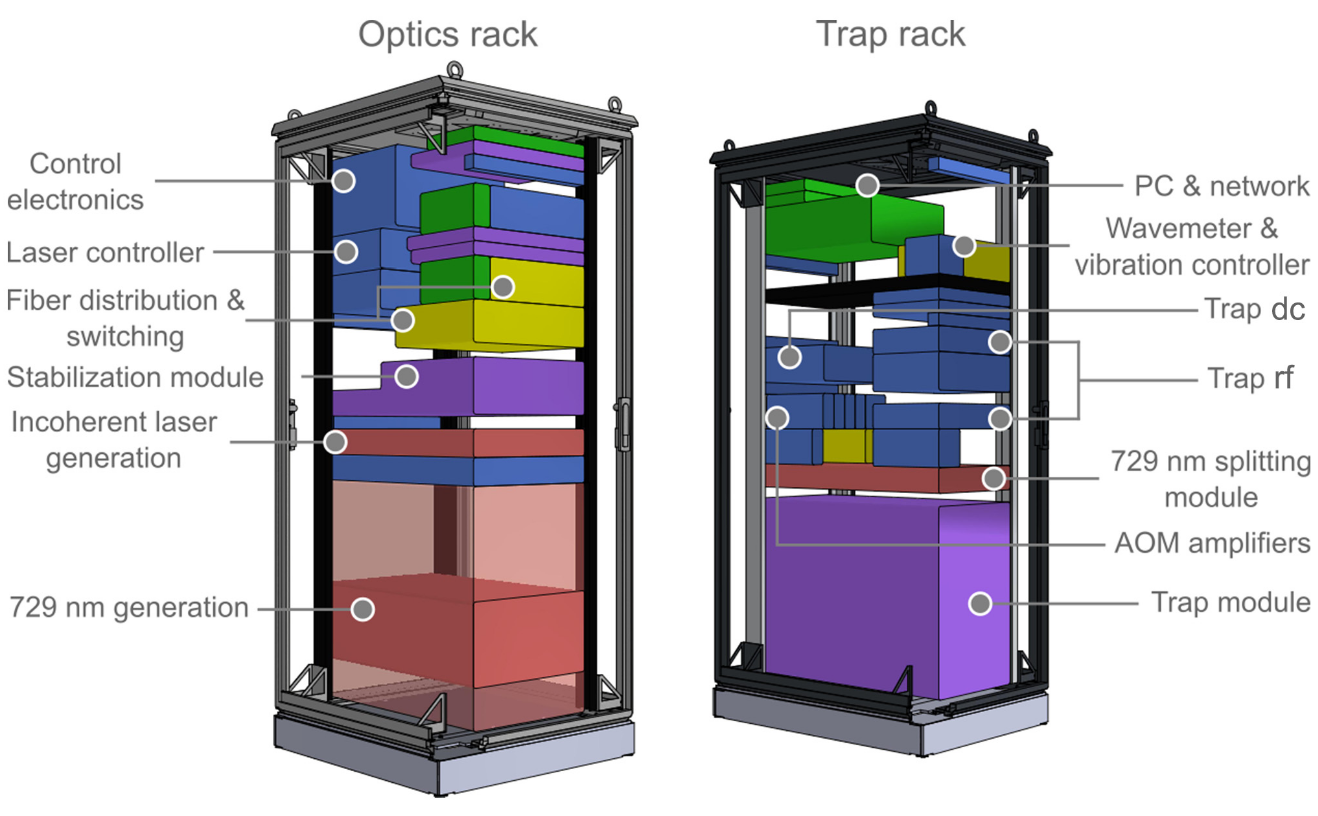
Model a escala simplificat

Un ordinador quàntic d'ions atrapats és un enfocament proposat per a un ordinador quàntic a gran escala. Els ions, o partícules atòmiques carregades, es poden confinar i suspendre a l'espai lliure mitjançant camps electromagnètics. Els qubits s'emmagatzemen en estats electrònics estables de cada ió, i la informació quàntica es pot transferir mitjançant el moviment quantificat col·lectiu dels ions en una trampa compartida (interaccionant mitjançant la força de Coulomb). Els làsers s'apliquen per induir l'acoblament entre els estats de qubit (per a operacions de qubit únic) o l'acoblament entre els estats de qubit interns i els estats de moviment externs (per a l'entrellat entre qubits).
Les operacions fonamentals d'un ordinador quàntic s'han demostrat experimentalment amb la precisió més alta actualment en sistemes iònics atrapats. Els esquemes prometedors en desenvolupament per escalar el sistema a un nombre arbitràriament gran de qubits inclouen el transport d'ions a ubicacions espacialment diferents en una sèrie de trampes d'ions, la construcció de grans estats entrellaçats mitjançant xarxes connectades fotònicament de cadenes iòniques entrellaçades remotament i combinacions d'aquestes dues idees. Això fa que el sistema informàtic quàntic d'ions atrapats sigui una de les arquitectures més prometedores per a un ordinador quàntic universal escalable. A l'abril de 2018, el nombre més gran de partícules que s'entrellaçaven de manera controlable és de 20 ions atrapats.

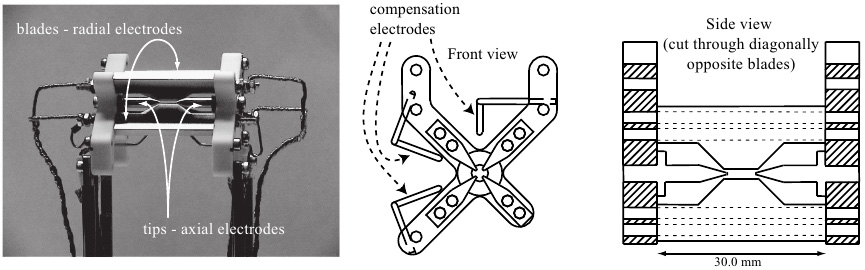
Trampa de Paul lineal clàssica a Innsbruck per a una cadena d'ions de calci.

El primer esquema d'implementació per a una porta quàntica NO controlada va ser proposat per Ignasi Cirac i Peter Zoller el 1995, específicament per al sistema d'ions atrapats. El mateix any, es va realitzar experimentalment un pas clau en la porta NO controlada al NIST Ion Storage Group, i la investigació en informàtica quàntica va començar a enlairar-se a tot el món.
La trampa electrodinàmica d'ions quadripols que s'utilitza actualment en la investigació de computació quàntica d'ions atrapats va ser inventada a la dècada de 1950 per Wolfgang Paul (que va rebre el Premi Nobel pel seu treball l'any 1989). Les partícules carregades no es poden atrapar en 3D només per forces electroestàtiques a causa del teorema d'Earnshaw. En canvi, s'aplica un camp elèctric que oscil·la a radiofreqüència (RF), formant un potencial amb la forma d'una cadira girant a la freqüència de RF. Si el camp de RF té els paràmetres correctes (freqüència d'oscil·lació i intensitat de camp), la partícula carregada queda atrapada efectivament al punt de la cadira mitjançant una força de restauració, amb el moviment descrit per un conjunt d'equacions de Mathieu.
Els requisits complets per a un ordinador quàntic funcional no es coneixen del tot, però hi ha molts requisits generalment acceptats. David DiVincenzo va descriure diversos d'aquests criteris per a la computació quàntica.
Qualsevol sistema quàntic de dos nivells pot formar un qubit, i hi ha dues maneres predominants de formar un qubit utilitzant els estats electrònics d'un ió:
1. Dos nivells hiperfins d'estat fonamental (s'anomenen "qubits hiperfins")
2. Un nivell d'estat fonamental i un nivell excitat (s'anomenen "qubits òptics")